# Franco da Rocha (tiểu vùng)
Franco da Rocha là một tiểu vùng thuộc bang São Paulo, Brasil. Tiều vùng này có diện tích 600 km², dân số năm 2007 là 371802 người.